# Демонические игрушки
«Демонические игрушки» (англ. Demonic Toys) — американский фильм ужасов режиссёра Питера Манугяна, снятый в 1991 году. Как и многие другие релизы «Full Moon», «Демонические игрушки» никогда не выходили в кинотеатрах, а в 1992 году сразу вышли на видео. В Соединенных Штатах фильму был присвоен рейтинг «R»: за насилие, брань и кратковременную наготу. В 2010 году вышло продолжение — «Демонические игрушки-2».

## Сюжет
Рядом со складом старых игрушек полицейские Джудит и Мэтт беседуют перед заданием о перспективах своей дальнейшей жизни. Джудит беременна, чему Мэтт очень рад и наконец-то предлагает ей вступить в брак. Однако в это время к зданию подъезжают торговцы оружием, которых полицейские пытаются арестовать, при этом Мэтт погибает. Бандиты пытаются скрыться в здании, однако неожиданно один из них становится жертвой нападения оживших фигурок. Затем он видит мальчика, который обещает позабавиться с ним по всей программе. Следующим объектом кровавых развлечений игрушек становится охранник здания. Джудит, арестованный ею второй бандит Линкольн и разносчик из закусочной Марк становятся заложниками чудовищных созданий. К ним присоединяется девушка-бродяжка Энн.
Девушка и молодой человек пытаются выбраться, тогда как Джудит остаётся с арестованным бандитом. Неожиданно она попадает внутрь кукольного домика, где встречает того самого мальчика. Оказывается, это демон, который уже пытался родиться 66 лет назад, но не смог. Теперь он решает воплотиться через нерождённого ребёнка Джудит. Когда женщина приходит в сознание, она оказывается на полу, а Линкольн сбежал.
Тем временем Энн и Марк попадают в засаду, которую организовали игрушки, в которой девушка погибает. Разносчик же остаётся жив только потому, что ему на помощь приходит Джудит. Какое-то время они достаточно успешно отстреливаются от пупсиков-монстров и одержимого демоном Линкольна, однако когда к чудовищам присоединяется огромный медведь, женщина в ужасе убегает. Здесь её настигает дух, имеющий облик её убитого бойфренда. Он оттаскивает Джудит в комнату, где над ней должен быть проведён демонический ритуал. Женщину спасает дух её ещё нерождённого сына.

## Актёры
| Актёр                | Роль                  |
| -------------------- | --------------------- |
| Трэйси Скоггинс      | Джудит Грей           |
| Бентли Митчэм        | Марк Уэйн             |
| Дэниэл Черны         | мальчик               |
| Майкл Руссо          | Линкольн              |
| Бэрри Линч           | Хесс                  |
| Эллен Даннинг        | Энн                   |
| Джефф Челентано      | Мэтт Кейбл            |
| Питер Шрум           | Чернецки              |
| Уильям Торн          | длинноволосый мальчик |
| Ричард Спейт младший | Энди                  |
| Ларри Седар          | Петерсон              |
| Джим Мерсер          | доктор Майклз         |
| Пэт Кроуфорд Браун   | миссис Майклз         |
| Кристофер Робин      | мальчик-скелет        |
| Кристин Роуз         | мисс Июль             |
| Роберт Стокл         | человек-дьявол        |
| Кристал Карлсон      | маленькая девочка     |
| Джун Эллис           | старая женщина        |

## Рецензии
Критики восприняли «Демонические игрушки» в основном отрицательно. «TV Guide» присвоил фильму одну из четырёх возможных звёзд. Рецензент раскритиковал фильм за банальный сюжет и лишённые воображения существа, назвав его «переосмыслением сериала компании PUPPETMASTER». 
Дж. Р. Макнамара из «Digital Retribution» раскритиковал фильм, назвав слабый сценарий и плохую игру. 
«VideoHound's Golden Movie Retriever» присудили фильму полторы из возможных четырёх костей. В своей рецензии они назвали фильм "скромно написанным"
«Basement Rejects.com» присудил фильму смешанную оценку 5/10, написав: «С его дешёвым ощущением, скучным сценарием и плохой актерской игрой, «Демонические игрушки» действительно достигают уровня «так плохо - что это хорошо». Часто фильмы «Full Moon» просто «плохие»,  «но этот заставит вас смеяться». Феликс Васкес из «Cinema Crazed.com» дал фильму положительную рецензию. В своём обзоре фильма он написал: « Демонические игрушки - это грубый и манерный кусок ужаса, который мне очень понравился в первый раз. Кроме того, вы должны оценить приверженность Дэниела Черни, как злого ребёнка - «человек, который никогда не устаёт терроризировать и насмехаться над своими жертвами, как мини-Крюгер, прежде чем отправить свои игрушки на уничтожение своих жертв».